# Calymperes nanum
Calymperes nanum är en bladmossart som beskrevs av C. Müller 1875. Calymperes nanum ingår i släktet Calymperes och familjen Calymperaceae. Inga underarter finns listade i Catalogue of Life.